# فیل مورفی
فیل مورفی (انگلیسی: Phil Murphy؛ زادهٔ ۱۶ اوت ۱۹۵۷) سیاست‌مدار دموکرات اهل ایالات متحده آمریکا است. وی پنجاه و ششمین فرماندار ایالت نیوجرزی پس از کریس کریستی است.